# Пам'ятки історії та культури Слов'янська
На території Слов'янської міської громади Донецької області на обліку перебуває 35 пам'яткок історії (з них 10 — могили воїнів-афганців) та 1 пам'ятка монументального мистецтва.

## Джерела

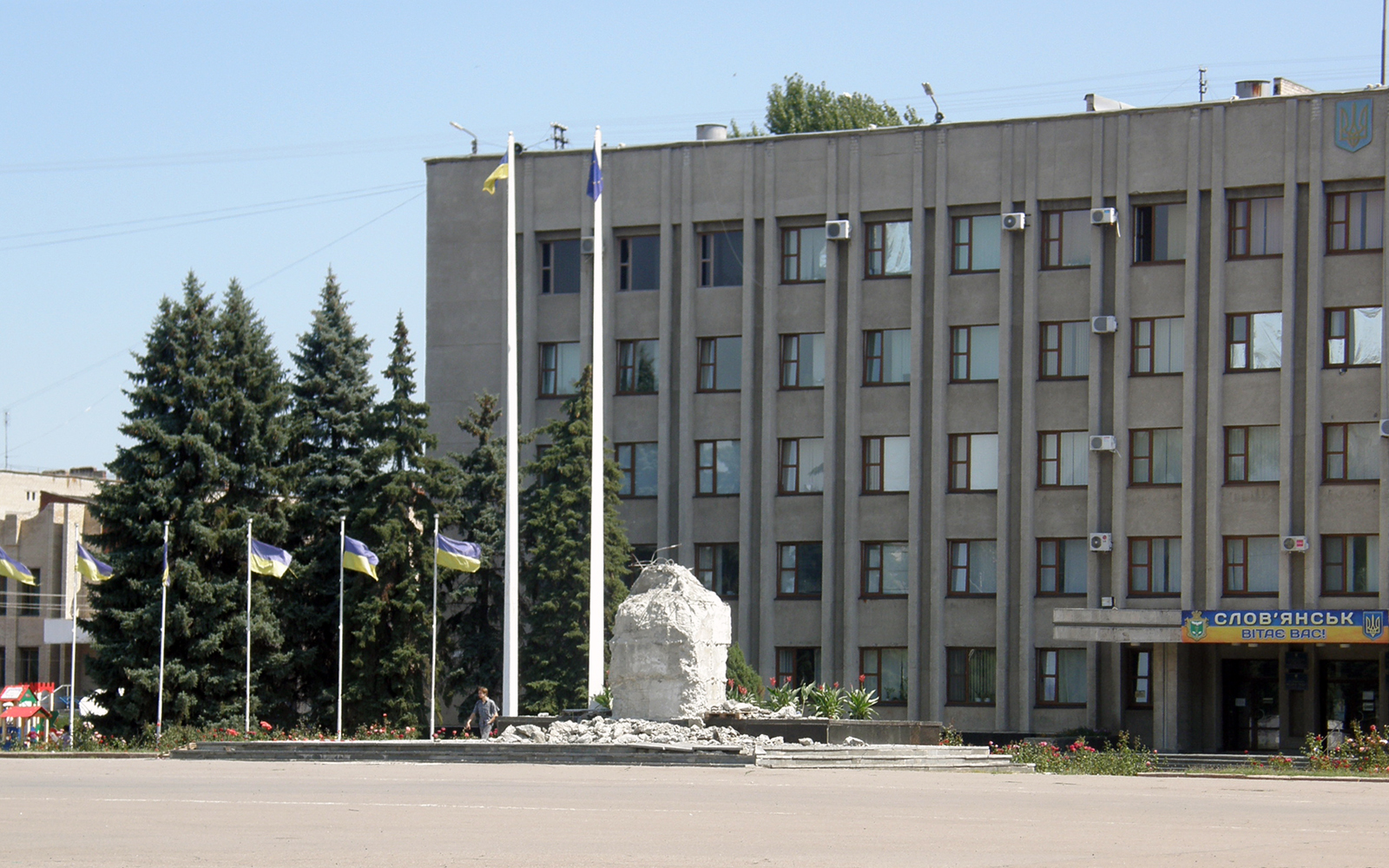
Демонтаж пам'ятника Леніну

## Пам'ятки історії
| № пп | Охорон. номер | Найменування пам'ятки                                                                                             | Місцезнаходження пам'ятки                                                                   | Рік встановлення     | Автор                                                | Рішення                                                   |
| ---- | ------------- | --- | ------------------------------------------------------------------------------------------- | -------------------- | ---------------------------------------------------- | --------------------------------------------------------- |
| 1.   | 3260          | Могила Бондаренка В., воїна-афганця, єфрейтора.                                                                   | м. Слов'янськ, вул. Бєлінського, міський цвинтар, центральна алея.                          | 1986 р.              | -                                                    | 14.07.1993 р. № 419                                       |
| 2.   | 3265          | Могила Вакуленка В.В, воїна-афганця, рядового.                                                                    | м. Слов'янськ, вул. Бєлінського, міський цвинтар, центральна алея.                          | 1984 р.              | -                                                    | 14.07.1993 р. № 419                                       |
| 3.   | 3262          | Могила Завгороднього Ю.В, воїна-афганця, рядового.                                                                | м. Слов'янськ, вул. Бєлінського, центральний міський цвинтар.                               | 1989 р.              | -                                                    | 14.07.1993 р. № 419                                       |
| 4.   | 3259          | Могила Ляшевича О.І, воїна-афганця, рядового.                                                                     | м. Слов'янськ, вул. Бєлінського, міський цвинтар, центральна алея.                          | 1986 р.              | -                                                    | 14.07.1993 р. № 419                                       |
| 5.   | 3263          | Могила Новікова О. І, воїна-афганця, рядового.                                                                    | м. Слов'янськ, вул. Бєлінського, цвинтар.                                                   | 1985 р.              | -                                                    | 14.07.1993 р. № 419                                       |
| 6.   | 3261          | Могила Новосьолова Ю.В, воїна-афганця, гвардії рядового.                                                          | м. Слов'янськ, вул. Бєлінського, міський цвинтар.                                           | 1988 р.              | -                                                    | 14.07.1993 р. № 419                                       |
| 7.   | 3264          | Могила Остапенка В. І, воїна-афганця, сержанта.                                                                   | м. Слов'янськ, вул. Бєлінського, міський цвинтар, центральна алея.                          | 1987 р.              | -                                                    | 14.07.1993 р. № 419                                       |
| 8.   | 3266          | Могила Ставнійчука О. М, воїна-афганця, рядового.                                                                 | м. Слов'янськ, вул. Бєлінського, міський цвинтар.                                           | 1984 р.              | -                                                    | 14.07.1993 р. № 419                                       |
| 9.   | 548           | Братська могила радянських воїнів Південно-Західного фронту.                                                      | м. Слов'янськ, вул. Літературна.                                                            | 1951 р. рек. 1965 р. | -                                                    | 5.09.1973 р. № 18                                         |
| 10.  | 558           | Братська могила радянських воїнів Південно-Західного фронту.                                                      | м. Слов'янськ, вул. Літературна, цвинтар.                                                   | 1965 р.              | -                                                    | 5.09.1973 р. № 18                                         |
| 11.  | 559           | Пам'ятник жертвам фашизму.                                                                                        | м. Слов'янськ, вул. Літературна, цвинтар.                                                   | 1970 р.              | -                                                    | 5.09.1973 р. № 18                                         |
| 12.  | 546           | Братська могила радянських воїнів Південно-Західного фронту.                                                      | м. Слов'янськ, вул. Ботанічна, Староміський цвинтар.                                        | 1964 р.              | -                                                    | 17.12.1969 р. № 724                                       |
| 13.  | 2182          | Паровоз, на якому працював Кривоніс П. Ф, Герой Соціалістичної Праці.                                             | м. Слов'янськ, вул. Гагаріна, 1, локомотивне депо станції Слов'янськ.                       | 1972 р.              | -                                                    | 22.07.1987 р. № 338                                       |
| 14.  | 547           | Братська могила радянських воїнів Південно-Західного фронту.                                                      | м. Слов'янськ, вул. Геологічна, 15.                                                         | 1970 р.              | -                                                    | 17.12.1969 р. № 724                                       |
| 15.  | 1844          | Пам'ятник воїнам-землякам, робітникам арматурно-ізоляторного заводу і Уварову В. Т., Герою Радянського Союзу.     | м. Слов'янськ, вул. Добровольського, 32.                                                    | 1975 р.              | Скульптор: Сивченко Ю.                               | 13.04.1977 р. № 239                                       |
| 16.  | 545           | Братська могила партизанів, зокрема, Карнаухова М. І., командира партизанського загону.                           | м. Слов'янськ, вул. Вчительська, 49.                                                        | 1950 р. рек. 1978 р. | Скульптор: Пишний В. С.                              | 17.12.1969 р. № 724                                       |
| 17.  | 1842          | Братська могила радянських воїнів Південно-Західного фронту.                                                      | м. Слов'янськ, вул. Коха, 1.                                                                | 1967 р.              | -                                                    | 13.04.1977 р. № 239                                       |
| 18.  | 185           | Пам'ятний знак на честь робітників органів внутрішніх справ, які загинули під час виконання службових обов'язків. | м. Слов'янськ, вул. Університетська, 30.                                                    | 2001 р.              |                                                      | 25.04.2003 р. № 418 Постанова Колегії Управління культури |
| 19.  | 552           | Братська могила радянських воїнів Південно-Західного фронту.                                                      | м. Слов'янськ, вул. Олекси Тихого.                                                          | 1959 р.              | -                                                    | 13.04.1977 р. № 239                                       |
| 20.  | 557           | Братська могила радянських воїнів Південно-Західного фронту і пам'ятник воїнам-землякам.                          | м. Слов'янськ, вул. Лисичанська, 1.                                                         | 1959 р.              | -                                                    | 5.09.1973 р. № 18                                         |
| 21.  | 1780          | Пам'ятник воїнам-визволителям Південно-Західного фронту.                                                          | м. Слов'янськ, вул. Генерала Лозановича, 7.                                                 | 1973 р.              | Скульптор: Костін В. Н. Архітектор: Ночниченко П. Н. | 12.02.1975 р. № 84                                        |
| 22.  | 571           | Пам'ятник воїнам-землякам, робітникам керамічного комбінату ім. Крупської Н. К.                                   | м. Слов'янськ, вул. Центральна, 71.                                                         | 1967 р.              | Автори: Кириченко В. Н., Синельников О. А.           | 17.12.1969 р. № 724                                       |
| 23.  | 2098          | Пам'ятник Т. Г. Шевченко - українському письменнику                                                               | м. Слов'янськ, сквер на вул. Тараса Шевченка.                                               | 1992 р.              | -                                                    | 21.06.2000 р. № 376                                       |
| 24.  | 579           | Пам'ятник Семейку М. І., двічі Герою Радянського Союзу.                                                           | м. Слов'янськ, бульвар Пушкіна, 4.                                                          | 1948 р.              | Скульптор: Попова С. Н.                              | 21.07.1965 р. № 711                                       |
| 25.  | 556           | Братська могила радянських воїнів Південно-Західного фронту.                                                      | м. Слов'янськ, вул. Криворізька, 60.                                                        | 1959 р.              | -                                                    | 5.09.1973 р. № 18                                         |
| 26.  | 544           | Станція, на якій працював Горький О. М.                                                                           | м. Слов'янськ, вул. Вокзальна та вул. Григорія Данилевського, будівля залізничного вокзалу. | 1966 р.              | -                                                    | 17.12.1969 р. № 724                                       |
| 27.  | 570           | Пам'ятник Комару А, Г, піонеру-герою.                                                                             | м. Слов'янськ, вул. Вокзальна, 22.                                                          | 1969 р.              | Скульптор: Машеров А. А.                             | 17.12.1969 р. № 724                                       |
| 28.  | 554           | Братська могила радянських воїнів Південно-Західного фронту.                                                      | м. Слов'янськ, вул. Вокзальна, 77.                                                          | 1956 р.              | -                                                    | 13.04.1977 р. № 239                                       |
| 29.  | 3268          | Могила Півня О. В, воїна-афганця, рядового.                                                                       | м. Слов'янськ, вул. Данила Галицького, цвинтар мікрорайону Черевківка.                      | 1986 р.              | -                                                    | 14.07.1993 р. № 419                                       |
| 30.  | 3267          | Могила Харламова В. І, воїна-афганця, сержанта.                                                                   | м. Слов'янськ, вул. Данила Галицького, цвинтар мікрорайону Черевківка.                      | 1983 р.              | -                                                    | 14.07.1993 р. № 419                                       |
| 31.  | 1843          | Братська могила радянських воїнів Південно-Західного фронту.                                                      | м. Слов'янськ, селище Соболівка.                                                            | 1962 р.              | -                                                    | 17.12.1969 р. № 724                                       |
| 32.  | 553           | Братська могила радянських воїнів Південно-Західного фронту.                                                      | м. Слов'янськ, вул. Світлодарська, 36.                                                      | 1949 р. рек. 1965 р. | -                                                    | 13.04.1977 р. № 239                                       |
| 33.  | 186           | Могила Суміної А, партизанки.                                                                                     | м. Слов'янськ, вул. Січових Стрільців, 34.                                                  | 1975 р.              | -                                                    | 26.12.1995 р. № 138                                       |
| 34.  | 555           | Братська могила радянських воїнів, партизанів і пам'ятник воїнам-землякам.                                        | м. Слов'янськ, вул. Світлодарська, 91.                                                      | 1949 р. рек. 1965 р. | -                                                    | 13.04.1977 р. № 239                                       |
| 35.  | 188           | Пам'ятник загиблим воїнам-інтернац. м. Слов'янська та Слов'янського району                                        | м. Слов'янськ, пл. Соборна                                                                  | 2002 р.              |                                                      | 18.03.2005 р. № 5                                         |

## Пам'ятки монументального мистецтва
| № пп | Охорон. номер | Найменування пам'ятки  | Місцезнаходження пам'ятки           | Рік встановлення | Автор | Рішення             |
| ---- | ------------- | ---------------------- | ----------------------------------- | ---------------- | ----- | ------------------- |
| 1.   | 581           | Пам'ятник Чехову А. П. | м. Слов'янськ, вул. Центральна, 41. | 1956 р.          | -     | 17.12.1969 р. № 724 |

## Демонтовані пам'ятки історії та культури
| № пп | Охорон. номер | Найменування пам'ятки                                                                | Колишнє місцезнаходження пам'ятки        | Рік встановлення | Автор                                               | Рішення                                         | Дата демонтажу |
| ---- | ------------- | ------------------------------------------------------------------------------------ | ---------------------------------------- | ---------------- | --------------------------------------------------- | ----------------------------------------------- | -------------- |
| 1.   | 575           | Пам'ятник В. І. Леніну                                                               | м. Слов'янськ, пл. Соборна               | 1976 р.          | Скульптор: Костін В. М. Архітектор: Піддубний Н. Н. | Постанова ЦК КПУ та РМ УРСР № 117 від 28.02.68. | 2015 р.        |
| 2.   | 577           | Пам'ятник Артему (Сергєєву Ф. С.).                                                   | м. Слов'янськ, вул. Центральна, 45.      | 1963 р.          | -                                                   | 17.12.1969 р. № 724                             | 2015 р.        |
| 3.   | 572           | Пам'ятник воїнам-землякам, робітникам заводу «Коксохіммонтаж».                       | м. Слов'янськ, вул. Заводська, 2.        | 1965 р.          | -                                                   | 5.09.1973 р. № 18                               | 2021 р.        |
| 4.   | 573           | Будинок, у якому виступав Калінін М. І.                                              | м. Слов'янськ, вул. Університетська, 60. | 1948 р.          | -                                                   | 17.12.1969 р. № 724                             | -              |
| 5.   | 1845          | Пам'ятне місце, пов'язане з перебуванням Островського М. О. на Слов'янському курорті | м. Слов'янськ, вул. Пушкінська, 1.       | 1974 р.          | -                                                   | 13.04.1977 р. № 239                             | -              |